# 학교정원

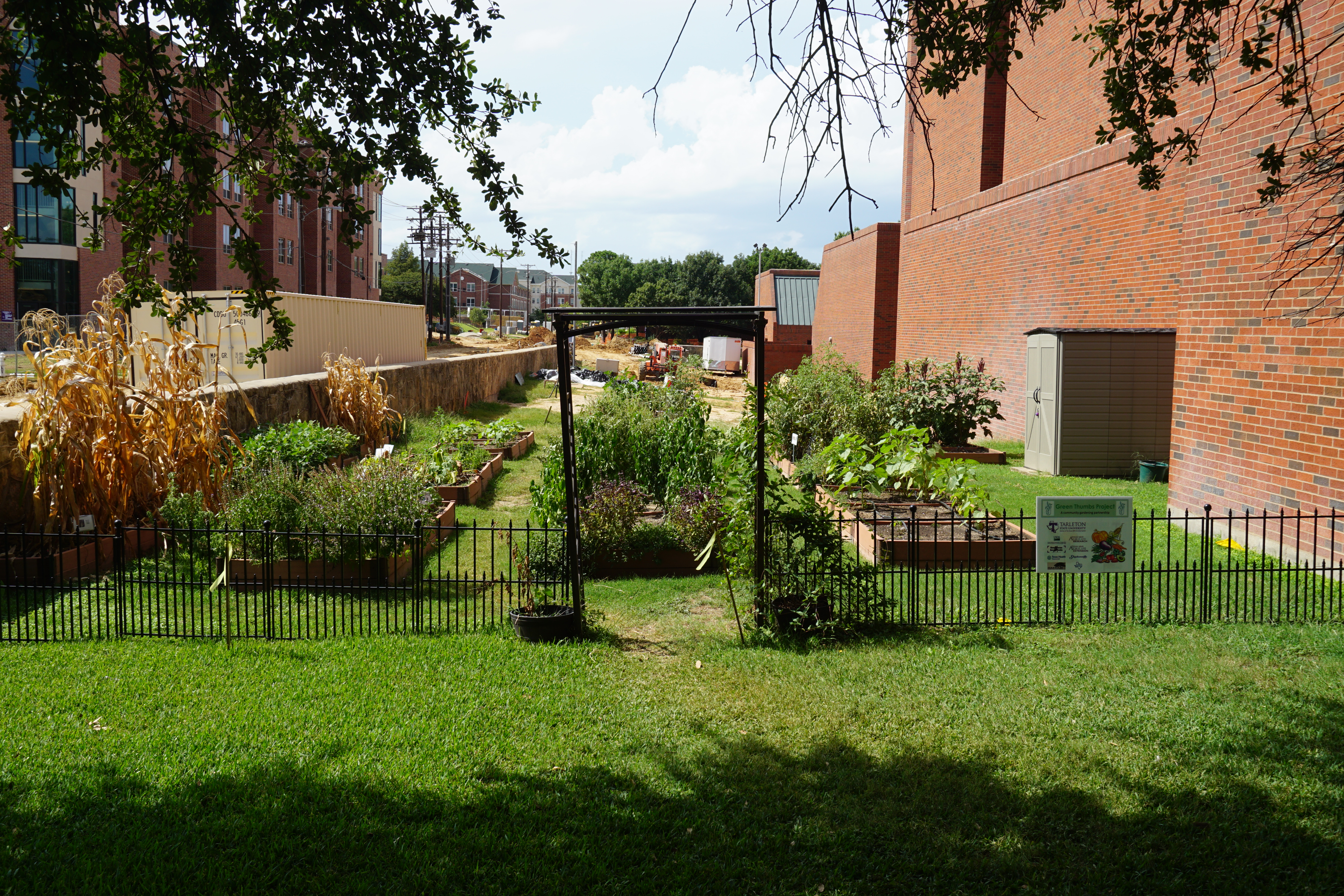

학교정원, 학교 텃밭 또는 스쿨 가든(school garden)은 학생들이 학교에서 꽃과 채소밭을 가꾸는 방법을 배울 수 있도록 지정된 공간이다. 이는 일반적으로 학생의 건강, 사회적 발달 및 학업 성취도를 향상시키기 위해 설립되었다.

## 역사
교육에 있어서 학교정원의 가치는 유럽에서 오랫동안 인식되어 왔다. 이것들은 1819년 슐레스비히홀슈타인주에서 시작되었다. 1869년에는 오스트리아와 스웨덴, 벨기에에서는 1873년, 프랑스에서는 1880년부터 법으로 규정되었다. 20세기 초에는 오스트리아에 정원이 있는 학교가 20,000개, 프랑스에 45,000개, 러시아에 8,000개, 스웨덴에 2,500개가 있었다. 후자 국가의 숫자는 한때 현재의 두 배였지만 수동 훈련이 도입된 이후 감소했다. 학교 정원 가꾸기는 벨기에, 네덜란드, 영국령 서인도 제도, 실론의 일반 학교 아이들에게 실질적으로 의무적이었다. 많은 외국 정부는 학교 정원에 보조금을 지급하고, 상금을 수여하고, 일반 학교 졸업자에게 농업 교육을 의무화했다.
코넬, 일리노이대학교, 오하이오 주립대학교, 루이지애나 주립대학교 등 미국의 일부 대학에서는 학교 농업, 시골 생활, 과학 농업 문제를 본격적으로 다루었다. 팜플렛은 학교 농업과 학교 정원, 특히 주얼(Jewell)의 농업 교육(공보 368, 미국 교육국)의 중요한 단계를 다루는 농업 전문가에 의해 출판된다.

## 같이 보기
- 정원 종류